# ۲۰ فروردین
۲۰ فروردین - بیستمین روز سال در گاه‌شماری خورشیدی است و به پایان سال ۳۴۵ روز (۳۴۶ روز در سال کبیسه) مانده‌است.

## رویدادها
- ۱۳۵۹ ‐ قطع رسمی روابط سیاسی ایالات متحده آمریکا و ایران[۱]
- ۱۳۶۰ - آزادسازی ۲۰ فروردین ۱۳۶۰ قصر شیرین از نظامیان عراق
- ۱۳۶۶ - عملیات کربلای ۹
- ۱۳۹۲ - زمین‌لرزه ۱۳۹۲ دشتی

## زادروزها
- ۱۳۰۸ - جعفر سبحانی، از مراجع تقلید شیعه
- ۱۳۱۱ - اسماعیل داورفر، بازیگر
- ۱۳۱۸ - فریدون جنیدی، نویسنده
- ۱۳۱۸ - رضا سقایی، خواننده
- ۱۳۴۱ - سعید حاجی‌میری، کارگردان
- ۱۳۵۵ - علی لهراسبی، خواننده
- ۱۳۵۷ - کامرون کارتیو، خواننده
- ۱۳۵۹ - محسن بیاتی‌نیا، بازیکن فوتبال
- ۱۳۷۶ - امید نورافکن،  بازیکن فوتبال

## درگذشت‌ها
- ۱۳۵۸ - امیرحسین ربیعی، آخرین فرمانده نیروی هوایی شاهنشاهی ایران
- ۱۳۷۲ - سید مرتضی آوینی، کارگردان[۲]
- ۱۳۷۴ - حسین سرشار، خواننده
- ۱۳۸۲ - واهان بیجانیان، لابراتوار فیلمساز
- ۱۳۹۲ - سید جلال یحیی‌زاده فیروزآبادی، نماینده دوره نهم مجلس شورای اسلامی از حوزه انتخابیه تفت و میبد
- ۱۳۹۳ - ناصر گیتی‌جاه، بازیگر
- ۱۳۹۴ - علی‌اکبر آقایی مغانجویی، نماینده دوره نهم مجلس شورای اسلامی از حوزه انتخابیه سلماس
- ۱۳۹۵ - ثریا حکمت، بازیگر
- ۱۴۰۴ - علیرضا ذکاوتی، نویسنده و پژوهشگر

## مناسبت‌ها
- روز ملی فناوری هسته‌ای در ایران[۳]